# شلداهل (آیووا)
شلداهل (به انگلیسی: Sheldahl) شهری در ایالت آیووا کشور ایالات متحده آمریکا است که جمعیت آن در سرشماری سال ۲۰۱۰ میلادی، ۳۱۹ نفر بوده‌است.